# Andrei Gag
Andrei Gag (27 aprile 1991) è un pesista e discobolo rumeno.
Nel 2015, durante le XXVIII Universiadi, vinse la medaglia d'argento nel peso.

## Palmarès
| Anno | Manifestazione    | Sede           | Evento           | Risultato | Misura  | Note                          |
| ---- | ----------------- | -------------- | ---------------- | --------- | ------- | ----------------------------- |
| 2008 | Mondiali juniores | Bydgoszcz      | Lancio del disco | 30º (q)   | 46,98 m |                               |
| 2009 | Europei juniores  | Novi Sad       | Lancio del disco | 10º       | 55,84 m |                               |
| 2010 | Mondiali juniores | Moncton        | Lancio del disco | Argento   | 61,85 m |                               |
| 2011 | Europei under 23  | Ostrava        | Lancio del disco | 19º (q)   | 54,83 m |                               |
| 2013 | Europei under 23  | Tampere        | Lancio del disco | 14º (q)   | 55,98 m |                               |
| 2014 | Europei           | Zurigo         | Getto del peso   | 20º (q)   | 19,18 m |                               |
| 2015 | Europei indoor    | Praga          | Getto del peso   | 26º (q)   | 18,45 m |                               |
| 2015 | Universiadi       | Gwangju        | Getto del peso   | Argento   | 19,92 m |                               |
| 2015 | Mondiali          | Pechino        | Getto del peso   | 17º (q)   | 19,74 m |                               |
| 2016 | Mondiali indoor   | Portland       | Getto del peso   | Argento   | 20,89 m | Miglior prestazione personale |
| 2016 | Europei           | Amsterdam      | Getto del peso   | 16º (q)   | 19,49 m |                               |
| 2016 | Giochi olimpici   | Rio de Janeiro | Getto del peso   | 13º (q)   | 20,40 m |                               |
| 2017 | Europei indoor    | Belgrado       | Getto del peso   | 14º (q)   | 19,24 m |                               |
| 2017 | Mondiali          | Londra         | Getto del peso   | 12º       | 19,96 m |                               |
| 2017 | Universiadi       | Taipei         | Getto del peso   | Bronzo    | 20,12 m |                               |
| 2018 | Europei           | Berlino        | Getto del peso   | 23º (q)   | 19,26 m |                               |
| 2019 | Europei indoor    | Glasgow        | Getto del peso   | 15º (q)   | 19,70 m |                               |
| 2019 | Mondiali          | Doha           | Getto del peso   | 17º (q)   | 20,50 m |                               |